# Kindergarten Mauthausen

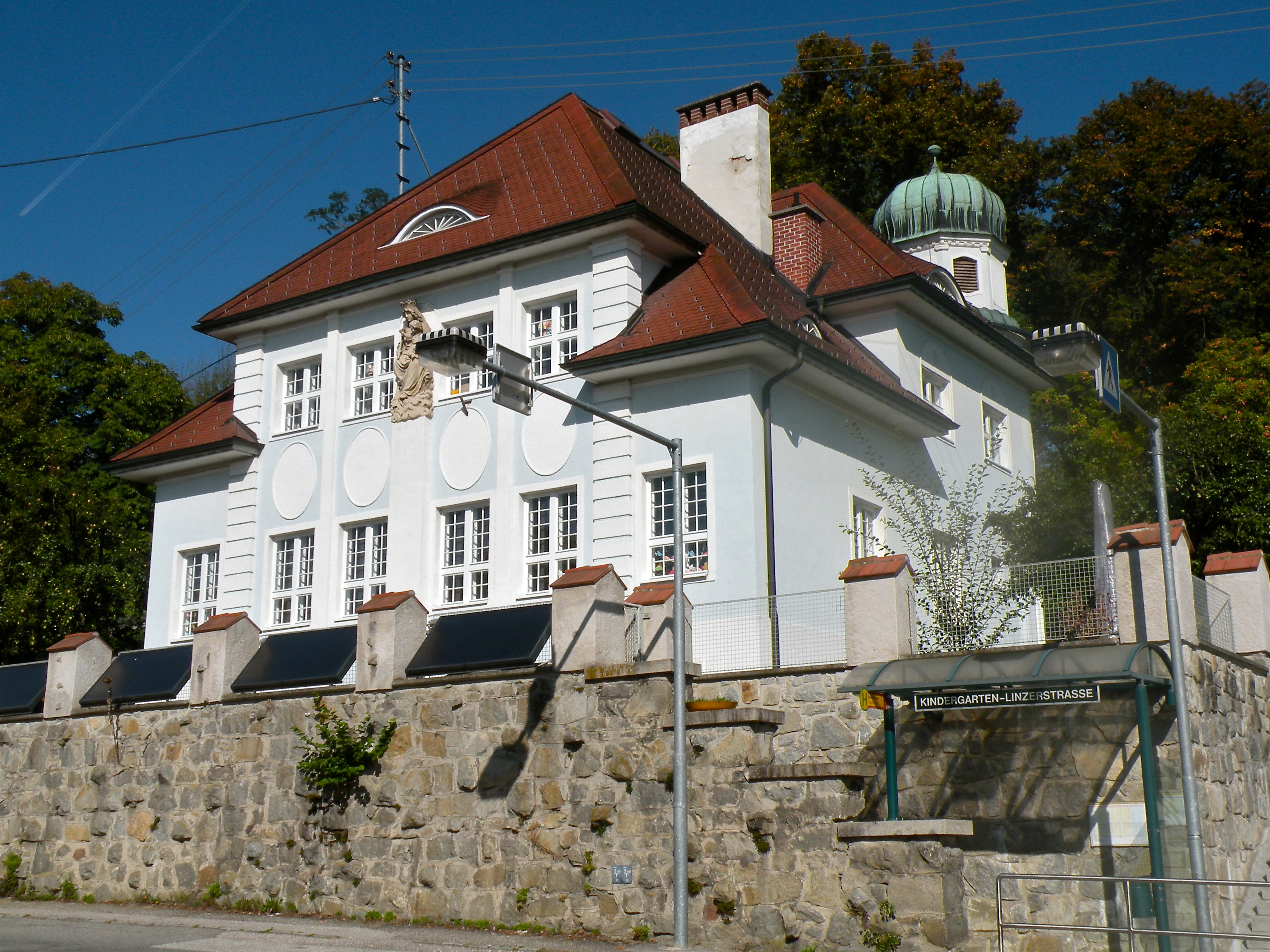
Pfarrcaritas-Kindergarten Mauthausen

Der Kindergarten Mauthausen ist ein denkmalgeschütztes Gebäude, das sich in der oberösterreichischen Marktgemeinde Mauthausen zentral am Park an der Adresse Lindenweg 9 befindet. Der im Gebäude befindliche Kindergarten wird von der Pfarrcaritas betrieben.

## Lage und Architektur
Das Gebäude wurde vom Architekten Julius Schulte als Jugendstilvilla geplant und in den Jahren 1914–1915 von Karl Weissenberger erbaut. An der Schaufront zur Linzerstraße im Süden befindet sich ein Relief der Madonna mit Kind. Der Eingang vom Lindenweg im Norden führt durch ein mächtiges Rusticaportal. Östlich davon schließt ein Rundturm mit Zwiebelhelm an, der den First kaum überragt.
Das Gebäude steht unter Denkmalschutz.

## Geschichte
Das Haus wurde im Jahr 1916 eingeweiht und war für eine von Ordensschwestern vom Hl. Kreuz geführte Kindergartengruppe und Nähschule vorgesehen. Es wurde jedoch bis zum Ende des Ersten Weltkriegs auch als Lazarett verwendet. Im Jahr 1939 übernahm die nationalsozialistische Volkswohlfahrt das Gebäude und den Betrieb des Kindergartens, die Ordensschwestern zogen in ihr Mutterhaus. Nach dem Zweiten Weltkrieg erreichte Pfarrer Ludwig Hüttner die Rückkehr der Ordensschwestern und diese führten den Kindergarten im Auftrag der Pfarre. Im Jahr 1957 erwarb die Caritas das Gebäude aus dem sogenannten „Deutschen Eigentum“. 20 Jahre später verließ die letzte Ordensschwester das Haus und der Kindergarten wird seither von weltlichen Kindergartenpädagoginnen geführt. Im Jahr 1993 erfolgte der Ausbau zu einem dreigruppigen Kindergarten, im gleichen Jahr wurde der Dachboden zu einem Turnsaal ausgebaut.

## Aktuelles
Seit dem Jahr 2000 wird der Kindergarten von einem ehrenamtlichen Leitungsteam geführt, Rechtsträger ist jedoch weiterhin die Pfarrcaritas. Die Aufgabe des Leitungsteams ist die Bereitstellung der wirtschaftlichen und personellen Voraussetzungen.